# Mezőkovácsháza
Mezőkovácsháza là một thành phố thuộc hạt Békés, Hungary. Thành phố này có diện tích 62,59 km², dân số năm 2010 là 6175 người, mật độ 99 người/km².